# Arauzo de Salce
Arauzo de Salce es un municipio y localidad española de la provincia de Burgos, en la comunidad autónoma de Castilla y León. Ubicado en la comarca de Sierra de la Demanda, pertenece al partido judicial de Salas de los Infantes y su población asciende a 46 habitantes (INE 2024).

## Toponimia
El topónimo Arauzo se encuentra bien documentado en el medievo, si bien la diversidad de grafías contribuye muy poco establecer el verdadero origen. Arabuzo, Arauz, Arauzh, Araut, Arauso, Arauço, Harauz, Arabzo.
Son las distintas expresiones que se encuentran escritas en numerosos documentos, referentes a los tres pueblos que llevan en su nombre el topónimo Arauzo (Arauzo de Salce, Arauzo de Miel y Arauzo de Torre).
Arauzo de Salce es mencionado ya en 1044, en el Cartulario de San Pedro de Arlanza, con el nombre de Arabuzo de salze, la misma grafía se repite en documentos del 1048. En 1202 Alfonso VIII dona a Silos " Bannuelos de Calzada, situm inter Arauzo de Salce et Arauzo de Turre", en 1250 (Apeo del coto redondo de Bañuelos) "Sobre aquesto pesquisieron en ommes villas ffaçeras en Arauz de Salze ...", en 1272 (Apeo de los términos de Caleruega )"...Arauzo de Salze..." y en 1499 (Traspaso de un censo al monasterio de Caleruega) " ...el dicho conçejo de Arabzo de Salze...".
Arauzo se escribía “Arabuzo” en el siglo XII, al caracterizarse este siglo, fonéticamente, por la vacilación entre la “b” y la “u”. Los tres pueblos de su comarca se denominan: Arabuzo de Gemielle, Gemellus, Gemiel, Emiel y Miel se refiere a nombre de persona; Arabuzo de Salce al árbol sauce y por ello, a comarca de sauces, de lo que hay constancia documental que abundaban en este territorio y que fueron cortados en el XIV, porque se estimó que eran perjudiciales para la salud de las gentes y Arabuzo de illa Torre se debe a que a poco de su refundación se elevó sobre el caserío una fuerte torre guerrera
A la hora de fijar la base del topónimo ARAUZO habrá que pensar en la lengua vasca. El vasco puede, en efecto, explicar a nivel de radical y también de sufijación el origen de ARAUZO:
1. Parece estar presente en la estructura ARAUZO el radical euskérico, ara- 
relacionable con la voz aran "valle" o caso con ar(h)an "ciruelo".
2. La sufijación es naturalmente vasca .El sufijo -ZU/-ZO tiene valor abundancial en el vasco.Por razones de tipo semántico habría que pensar en una raíz etimológica que respondiese al sentido abundancial postulado por dicho sufijo.
3. Cabría asimismo, la posibilidad de pensar en una base hipotética *ARAUZ, variante de ARAOZ. El topónimo guipuzcoano Araoz es interpretado por Menéndez
Pidal como "llano frío", similar a "Navafria". Araoz sería un resultado toponómico sobre la base ara, variante de (h)aran "valle" y el vocablo otz "frío".
A partir de estas reflexiones darle un significado, siempre sería discutible. Lo que es indudable[cita requerida] es que el nombre es de origen vasco, aunque este se encuentre tan lejos de los dominios del vasco. Pudo deberse a un efecto de repoblación. De hecho muy cerca de la zona geográfica en la que se hallan dichos pueblos, existió un interesante foco de vasconización, que tenía por centro las tierras de Santo Domingo de Silos. La onomástica de los cartularios medievales se hace perfectamente eco de esto.

## Geografía
Está situado en el valle del Aranzuelo, y en el borde oriental de la cuenca sedimentaria de la Submeseta Norte, en el sureste de la provincia de Burgos.

### Ríos
Por Salce pasan dos ríos, el Aranzuelo que pasa por el mismo pueblo y el Bañuelos que pasa por el término municipal a tres kilómetros yendo por el camino para la carretera de Caleruega.

## Historia
El primer texto escrito que hace referencia a Arauzo de Salce dataría de 1044, en el cartulario de San Pedro de Arlanza, en dicho año Laín González dona al citado cenobio y al de Vallegirneno bienes que posee en Arauzo de Salce. Poco tiempo después Fernando I aneja en 1048 las posesiones del monasterio de Santa María de Retortillo, cenobio de Arlanza, entre las que se encuentra nuestra localidad. Posteriormente María Fortúniz dona sus derechos señoriales, en 1062, sobre el mencionado lugar, a la misma comunidad monástica.
Como se puede apreciar es un nombre de origen vasco, lo cual esta documentado en los numerosos documentos referentes a la zona que la destacan como una zona de profunda vasconización. Arauzo de Salce también es citado como frontera con reinos moros, podríamos decir que los tres Arauzos (Arauzo de Salce, Arauzo de Torre y Arauzo de Miel) formaban una línea de puestos de vigilancia en la época de su fundación.

## Demografía
Arauzo de Salce cuenta con una población de 46 habitantes (INE 2024).
| Gráfica de evolución demográfica de Arauzo de Salce entre 1842 y 2021 |
| |
| Población de derecho según los censos de población del INE. Población de hecho según los censos de población del INE.En estos censos se denominaba Arauzo de Salas: 1842, 1857 y 1860. Entre el censo de 1857 y el anterior, crece el término del municipio porque incorpora a Arauzo de la Torre. Entre el censo de 1930 y el anterior, disminuye el término del municipio porque independiza a Arauzo de la Torre. |

## Cultura
Entre sus edificaciones más importantes se encuentra una iglesia de una sola nave de la época románica. Junto a ella se levanta un impresionante moral centenario. Las fiestas patronales son las fiestas de la Virgen de la Asunción y la fiesta de la Virgen de las Angustias. En esta iglesia también hay un arco que pertenecía a la iglesia de Arauzo de San Miguel.
A su gente se les llama salceños. Tiene una fuente en la plaza principal con cinco caños de los que sale abundante agua y bastante fresca, proveniente de una laguna situada a las afueras del pueblo.

### Fiestas
El día 22 de abril se celebra la fiesta patronal en honor a la Virgen de las Angustias. Van en procesión a la ermita de esa advocación llevando en hombros las mujeres su imagen, subastando previamente las andas.
Las fiestas principales son en torno al 15 de agosto, coincidiendo con la Asunción de la Virgen. Normalmente los eventos transcurren durante la segunda semana del mes de agosto con verbena y baile el jueves y viernes.